# Tour Down Under 2024
Tour Down Under 2024 – 24. edycja wyścigu kolarskiego Tour Down Under, która odbyła się w dniach od 16 do 21 stycznia 2024 na liczącej ponad 824 kilometrów trasie składającej się z 6 etapów i biegnącej z Tanundy do Mount Lofty. Impreza kategorii 2.UWT należała do cyklu UCI World Tour 2024.

## Etapy
| Etap | Data   | Start – Meta                    | type        | Dystans (km) | Suma wzniesień (m) | Zwycięzca etapu  | Lider            |
| ---- | ------ | ------------------------------- | ----------- | ------------ | ------------------ | ---------------- | ---------------- |
| 1    | 16 sty | Tanunda – Tanunda               | płaski      | 144          | 1381 m             | Sam Welsford     | Sam Welsford     |
| 2    | 17 sty | Norwood – Lobethal              | pagórkowaty | 141,6        | 2269 m             | Isaac Del Toro   | Isaac Del Toro   |
| 3    | 18 sty | Tea Tree Gully – Campbelltown   | płaski      | 145,3        | 1606 m             | Sam Welsford     | Isaac Del Toro   |
| 4    | 19 sty | Murray Bridge – Port Elliot     | płaski      | 136,2        | 575 m              | Sam Welsford     | Isaac Del Toro   |
| 5    | 20 sty | Christies Beach – Willunga Hill | górzysty    | 129,3        | 1437 m             | Oscar Onley      | Stephen Williams |
| 6    | 21 sty | Unley – Mount Lofty             | górzysty    | 128,2        | 2344 m             | Stephen Williams | Stephen Williams |

## Uczestnicy

### Drużyny
| WorldTeams (18)- Alpecin-Deceuninck - Arkéa-B&B Hotels - Astana Qazaqstan Team - Bora-Hansgrohe - Cofidis - EF Education-EasyPost - Ineos Grenadiers - Intermarché-Wanty - Lidl-Trek - Movistar Team - Soudal Quick-Step - Team Jayco AlUla - Team Visma \| Lease a Bike - UAE Team Emirates - Team dsm-firmenich PostNL - Bahrain Victorious - Groupama-FDJ - Decathlon-AG2R La Mondiale ProTeam- Israel-Premier Tech Reprezentacja- Australia |
| |

### Lista startowa
| UAE Team Emirates UAD | UAE Team Emirates UAD   | UAE Team Emirates UAD |
| --------------------- | ----------------------- | --------------------- |
| Nr                    | Kolarz                  | Miejsce               |
| 1                     | Alessandro Covi (ITA)   | 107.                  |
| 2                     | Finn Fisher-Black (NZL) | 63.                   |
| 3                     | Álvaro Hodeg (COL)      | 127.                  |
| 4                     | António Morgado (POR)   | 47.                   |
| 5                     | Diego Ulissi (ITA)      | 19.                   |
| 6                     | Michael Vink (NZL)      | 98.                   |
| 7                     | Isaac Del Toro (MEX)    | 3.                    |

| Team Jayco AlUla JAY | Team Jayco AlUla JAY      | Team Jayco AlUla JAY |
| -------------------- | ------------------------- | -------------------- |
| Nr                   | Kolarz                    | Miejsce              |
| 11                   | Caleb Ewan (AUS)          | 103.                 |
| 12                   | Simon Yates (GBR)         | 7.                   |
| 13                   | Lucas Plapp (AUS) (szosa) | DNS-4                |
| 14                   | Kelland O’Brien (AUS)     | 90.                  |
| 15                   | Michael Hepburn (AUS)     | 129.                 |
| 16                   | Chris Harper (AUS)        | 26.                  |
| 17                   | Campbell Stewart (NZL)    | 122.                 |

| Bahrain Victorious TBV | Bahrain Victorious TBV      | Bahrain Victorious TBV |
| ---------------------- | --------------------------- | ---------------------- |
| Nr                     | Kolarz                      | Miejsce                |
| 21                     | Nicolo Buratti (ITA)        | 119.                   |
| 22                     | Phil Bauhaus (GER)          | 88.                    |
| 23                     | Jack Haig (AUS)             | 10.                    |
| 24                     | Fran Miholjević (CRO)       | 87.                    |
| 25                     | Johan Price-Pejtersen (DEN) | 130.                   |
| 26                     | Cameron Scott (AUS)         | DNS-4                  |
| 27                     | Torstein Træen (NOR)        | DNS-5                  |

| Soudal Quick-Step SOQ | Soudal Quick-Step SOQ    | Soudal Quick-Step SOQ |
| --------------------- | ------------------------ | --------------------- |
| Nr                    | Kolarz                   | Miejsce               |
| 31                    | Julian Alaphilippe (FRA) | 6.                    |
| 32                    | Josef Černý (CZE)        | 126.                  |
| 33                    | James Knox (GBR)         | 30.                   |
| 34                    | Casper Pedersen (DEN)    | 83.                   |
| 35                    | Pieter Serry (BEL)       | 59.                   |
| 36                    | Antoine Huby (FRA)       | 27.                   |
| 37                    | Gil Gelders (BEL)        | 76.                   |

| Decathlon-AG2R La Mondiale DAT | Decathlon-AG2R La Mondiale DAT | Decathlon-AG2R La Mondiale DAT |
| ------------------------------ | ------------------------------ | ------------------------------ |
| Nr                             | Kolarz                         | Miejsce                        |
| 41                             | Clément Berthet (FRA)          | 46.                            |
| 42                             | Franck Bonnamour (FRA)         | 54.                            |
| 43                             | Jaakko Hänninen (FIN)          | 41.                            |
| 44                             | Paul Lapeira (FRA)             | 77.                            |
| 45                             | Valentin Paret-Peintre (FRA)   | 8.                             |
| 46                             | Nans Peters (FRA)              | 71.                            |
| 47                             | Bastien Tronchon (FRA)         | 21.                            |

| Intermarché-Wanty IWA | Intermarché-Wanty IWA  | Intermarché-Wanty IWA |
| --------------------- | ---------------------- | --------------------- |
| Nr                    | Kolarz                 | Miejsce               |
| 51                    | Lilian Calmejane (FRA) | 24.                   |
| 52                    | Biniam Girmay (ERI)    | 56.                   |
| 53                    | Madis Mihkels (EST)    | 74.                   |
| 54                    | Tom Paquot (BEL)       | 113.                  |
| 55                    | Simone Petilli (ITA)   | 58.                   |
| 56                    | Dion Smith (NZL)       | 57.                   |
| 57                    | Georg Zimmermann (GER) | 12.                   |

| Israel-Premier Tech IPT | Israel-Premier Tech IPT | Israel-Premier Tech IPT |
| ----------------------- | ----------------------- | ----------------------- |
| Nr                      | Kolarz                  | Miejsce                 |
| 61                      | George Bennett (NZL)    | 36.                     |
| 62                      | Guillaume Boivin (CAN)  | 125.                    |
| 63                      | Simon Clarke (AUS)      | 68.                     |
| 64                      | Derek Gee (CAN)         | 52.                     |
| 65                      | Nick Schultz (AUS)      | 11.                     |
| 66                      | Corbin Strong (NZL)     | DNF-5                   |
| 67                      | Stephen Williams (GBR)  | 1.                      |

| Ineos Grenadiers IGD | Ineos Grenadiers IGD   | Ineos Grenadiers IGD |
| -------------------- | ---------------------- | -------------------- |
| Nr                   | Kolarz                 | Miejsce              |
| 71                   | Filippo Ganna (ITA)    | 116.                 |
| 72                   | Laurens De Plus (BEL)  | 45.                  |
| 73                   | Leo Hayter (GBR)       | 123.                 |
| 74                   | Jhonatan Narváez (ECU) | 2.                   |
| 75                   | Joshua Tarling (GBR)   | 55.                  |
| 76                   | Ben Swift (GBR)        | 110.                 |
| 77                   | Elia Viviani (ITA)     | 118.                 |

| Bora-Hansgrohe BOH | Bora-Hansgrohe BOH     | Bora-Hansgrohe BOH |
| ------------------ | ---------------------- | ------------------ |
| Nr                 | Kolarz                 | Miejsce            |
| 81                 | Sam Welsford (AUS)     | 99.                |
| 82                 | Roger Adrià (ESP)      | 18.                |
| 83                 | Patrick Gamper (AUT)   | 75.                |
| 84                 | Filip Maciejuk (POL)   | 94.                |
| 85                 | Ryan Mullen (IRL)      | 117.               |
| 86                 | Danny van Poppel (NED) | 101.               |
| 87                 | Ben Zwiehoff (GER)     | 13.                |

| Team dsm-firmenich PostNL DFP | Team dsm-firmenich PostNL DFP | Team dsm-firmenich PostNL DFP |
| ----------------------------- | ----------------------------- | ----------------------------- |
| Nr                            | Kolarz                        | Miejsce                       |
| 91                            | Patrick Bevin (NZL)           | 109.                          |
| 92                            | Pavel Bittner (CZE)           | 92.                           |
| 93                            | Patrick Eddy (AUS)            | DNF-6                         |
| 94                            | Chris Hamilton (AUS)          | 25.                           |
| 95                            | Sean Flynn (GBR)              | 86.                           |
| 96                            | Emīls Liepiņš (LAT) (szosa)   | 95.                           |
| 97                            | Oscar Onley (GBR)             | 4.                            |

| Cofidis COF | Cofidis COF           | Cofidis COF |
| ----------- | --------------------- | ----------- |
| Nr          | Kolarz                | Miejsce     |
| 101         | Piet Allegaert (BEL)  | 102.        |
| 102         | Rubén Fernández (ESP) | 53.         |
| 103         | Eddy Finé (FRA)       | 44.         |
| 104         | Milan Fretin (BEL)    | 72.         |
| 105         | Oliver Knight (GBR)   | DNF-2       |
| 106         | Simon Geschke (GER)   | 42.         |
| 107         | Axel Mariault (FRA)   | 39.         |

| Arkéa-B&B Hotels ARK | Arkéa-B&B Hotels ARK    | Arkéa-B&B Hotels ARK |
| -------------------- | ----------------------- | -------------------- |
| Nr                   | Kolarz                  | Miejsce              |
| 111                  | Louis Barré (FRA)       | 28.                  |
| 112                  | Anthony Delaplace (FRA) | 51.                  |
| 113                  | Laurens Huys (BEL)      | 112.                 |
| 114                  | Kévin Ledanois (FRA)    | 78.                  |
| 115                  | Daniel McLay (GBR)      | 128.                 |
| 116                  | Miles Scotson (AUS)     | 85.                  |
| 117                  | Michel Ries (LUX)       | 31.                  |

| Movistar Team MOV | Movistar Team MOV         | Movistar Team MOV |
| ----------------- | ------------------------- | ----------------- |
| Nr                | Kolarz                    | Miejsce           |
| 121               | Jon Barrenetxea (ESP)     | 32.               |
| 122               | Iván García Cortina (ESP) | 81.               |
| 123               | Ruben Guerreiro (POR)     | 14.               |
| 124               | Johan Jacobs (SUI)        | 124.              |
| 125               | Manlio Moro (ITA)         | 89.               |
| 126               | Vinicius Rangel (BRA)     | 111.              |
| 127               | Gonzalo Serrano (ESP)     | 34.               |

| Team Visma \| Lease a Bike TVL | Team Visma \| Lease a Bike TVL | Team Visma \| Lease a Bike TVL |
| ------------------------------ | ------------------------------ | ------------------------------ |
| Nr                             | Kolarz                         | Miejsce                        |
| 131                            | Koen Bouwman (NED)             | 33.                            |
| 132                            | Robert Gesink (NED)            | 49.                            |
| 133                            | Bart Lemmen (NED)              | 5.                             |
| 134                            | Johannes Staune-Mittet (NOR)   | 105.                           |
| 135                            | Milan Vader (NED)              | 37.                            |
| 136                            | Loe van Belle (NED)            | 60.                            |
| 137                            | Mick van Dijke (NED)           | 65.                            |

| EF Education-EasyPost EFE | EF Education-EasyPost EFE          | EF Education-EasyPost EFE |
| ------------------------- | ---------------------------------- | ------------------------- |
| Nr                        | Kolarz                             | Miejsce                   |
| 141                       | Harry Sweeny (AUS)                 | 66.                       |
| 142                       | Stefan de Bod (RSA)                | 43.                       |
| 143                       | Owain Doull (GBR)                  | 73.                       |
| 144                       | Jack Rootkin-Gray (GBR)            | 104.                      |
| 145                       | Jonas Rutsch (GER)                 | 69.                       |
| 146                       | Archie Ryan (IRL)                  | 29.                       |
| 147                       | Jardi Christiaan van der Lee (NED) | 82.                       |

| Alpecin-Deceuninck ADC | Alpecin-Deceuninck ADC    | Alpecin-Deceuninck ADC |
| ---------------------- | ------------------------- | ---------------------- |
| Nr                     | Kolarz                    | Miejsce                |
| 151                    | Maurice Ballerstedt (GER) | 108.                   |
| 152                    | Lars Boven (NED)          | 23.                    |
| 153                    | Juri Hollmann (GER)       | 62.                    |
| 154                    | Tobias Bayer (AUT)        | 40.                    |
| 155                    | Jason Osborne (GER)       | DNF-5                  |
| 156                    | Luca Vergallito (ITA)     | 17.                    |
| 157                    | Stan Van Tricht (BEL)     | 84.                    |

| Astana Qazaqstan Team AST | Astana Qazaqstan Team AST | Astana Qazaqstan Team AST |
| ------------------------- | ------------------------- | ------------------------- |
| Nr                        | Kolarz                    | Miejsce                   |
| 161                       | Samuele Battistella (ITA) | 121.                      |
| 162                       | Gianmarco Garofoli (ITA)  | 35.                       |
| 163                       | Michele Gazzoli (ITA)     | 120.                      |
| 164                       | Dmitrij Gruzdiew (KAZ)    | 80.                       |
| 165                       | Max Kanter (GER)          | 38.                       |
| 166                       | Rüdiger Selig (GER)       | DNS-5                     |
| 167                       | Christian Scaroni (ITA)   | 97.                       |

| Lidl-Trek LTK | Lidl-Trek LTK               | Lidl-Trek LTK |
| ------------- | --------------------------- | ------------- |
| Nr            | Kolarz                      | Miejsce       |
| 171           | Dario Cataldo (ITA)         | 91.           |
| 172           | Juan Pedro López (ESP)      | 16.           |
| 173           | Bauke Mollema (NED)         | 15.           |
| 174           | Jacopo Mosca (ITA)          | 79.           |
| 175           | Quinn Simmons (USA) (szosa) | 61.           |
| 176           | Natnael Tesfatsion (ERI)    | 50.           |
| 177           | Mathias Vacek (CZE) (szosa) | 64.           |

| Groupama-FDJ GFC | Groupama-FDJ GFC      | Groupama-FDJ GFC |
| ---------------- | --------------------- | ---------------- |
| Nr               | Kolarz                | Miejsce          |
| 181              | Clément Davy (FRA)    | 115.             |
| 183              | Fabian Lienhard (SUI) | 96.              |
| 184              | Enzo Paleni (FRA)     | 70.              |
| 185              | Laurence Pithie (NZL) | 22.              |
| 186              | Rudy Molard (FRA)     | DNF-3            |
| 187              | Reuben Thompson (NZL) | 48.              |

| Australia AUS | Australia AUS    | Australia AUS |
| ------------- | ---------------- | ------------- |
| Nr            | Kolarz           | Miejsce       |
| 191           | Michael Storer   | 20.           |
| 192           | Damien Howson    | 9.            |
| 193           | Declan Trezise   | 100.          |
| 194           | Tristan Saunders | 93.           |
| 195           | Luke Burns       | 67.           |
| 196           | Jackson Medway   | 106.          |
| 197           | Liam Walsh       | 114.          |

| UAE Team Emirates UAD | UAE Team Emirates UAD   | UAE Team Emirates UAD |
| --------------------- | ----------------------- | --------------------- |
| Nr                    | Kolarz                  | Miejsce               |
| 1                     | Alessandro Covi (ITA)   | 107.                  |
| 2                     | Finn Fisher-Black (NZL) | 63.                   |
| 3                     | Álvaro Hodeg (COL)      | 127.                  |
| 4                     | António Morgado (POR)   | 47.                   |
| 5                     | Diego Ulissi (ITA)      | 19.                   |
| 6                     | Michael Vink (NZL)      | 98.                   |
| 7                     | Isaac Del Toro (MEX)    | 3.                    |

| Team Jayco AlUla JAY | Team Jayco AlUla JAY      | Team Jayco AlUla JAY |
| -------------------- | ------------------------- | -------------------- |
| Nr                   | Kolarz                    | Miejsce              |
| 11                   | Caleb Ewan (AUS)          | 103.                 |
| 12                   | Simon Yates (GBR)         | 7.                   |
| 13                   | Lucas Plapp (AUS) (szosa) | DNS-4                |
| 14                   | Kelland O’Brien (AUS)     | 90.                  |
| 15                   | Michael Hepburn (AUS)     | 129.                 |
| 16                   | Chris Harper (AUS)        | 26.                  |
| 17                   | Campbell Stewart (NZL)    | 122.                 |

| Bahrain Victorious TBV | Bahrain Victorious TBV      | Bahrain Victorious TBV |
| ---------------------- | --------------------------- | ---------------------- |
| Nr                     | Kolarz                      | Miejsce                |
| 21                     | Nicolo Buratti (ITA)        | 119.                   |
| 22                     | Phil Bauhaus (GER)          | 88.                    |
| 23                     | Jack Haig (AUS)             | 10.                    |
| 24                     | Fran Miholjević (CRO)       | 87.                    |
| 25                     | Johan Price-Pejtersen (DEN) | 130.                   |
| 26                     | Cameron Scott (AUS)         | DNS-4                  |
| 27                     | Torstein Træen (NOR)        | DNS-5                  |

| Soudal Quick-Step SOQ | Soudal Quick-Step SOQ    | Soudal Quick-Step SOQ |
| --------------------- | ------------------------ | --------------------- |
| Nr                    | Kolarz                   | Miejsce               |
| 31                    | Julian Alaphilippe (FRA) | 6.                    |
| 32                    | Josef Černý (CZE)        | 126.                  |
| 33                    | James Knox (GBR)         | 30.                   |
| 34                    | Casper Pedersen (DEN)    | 83.                   |
| 35                    | Pieter Serry (BEL)       | 59.                   |
| 36                    | Antoine Huby (FRA)       | 27.                   |
| 37                    | Gil Gelders (BEL)        | 76.                   |

| Decathlon-AG2R La Mondiale DAT | Decathlon-AG2R La Mondiale DAT | Decathlon-AG2R La Mondiale DAT |
| ------------------------------ | ------------------------------ | ------------------------------ |
| Nr                             | Kolarz                         | Miejsce                        |
| 41                             | Clément Berthet (FRA)          | 46.                            |
| 42                             | Franck Bonnamour (FRA)         | 54.                            |
| 43                             | Jaakko Hänninen (FIN)          | 41.                            |
| 44                             | Paul Lapeira (FRA)             | 77.                            |
| 45                             | Valentin Paret-Peintre (FRA)   | 8.                             |
| 46                             | Nans Peters (FRA)              | 71.                            |
| 47                             | Bastien Tronchon (FRA)         | 21.                            |

| Intermarché-Wanty IWA | Intermarché-Wanty IWA  | Intermarché-Wanty IWA |
| --------------------- | ---------------------- | --------------------- |
| Nr                    | Kolarz                 | Miejsce               |
| 51                    | Lilian Calmejane (FRA) | 24.                   |
| 52                    | Biniam Girmay (ERI)    | 56.                   |
| 53                    | Madis Mihkels (EST)    | 74.                   |
| 54                    | Tom Paquot (BEL)       | 113.                  |
| 55                    | Simone Petilli (ITA)   | 58.                   |
| 56                    | Dion Smith (NZL)       | 57.                   |
| 57                    | Georg Zimmermann (GER) | 12.                   |

| Israel-Premier Tech IPT | Israel-Premier Tech IPT | Israel-Premier Tech IPT |
| ----------------------- | ----------------------- | ----------------------- |
| Nr                      | Kolarz                  | Miejsce                 |
| 61                      | George Bennett (NZL)    | 36.                     |
| 62                      | Guillaume Boivin (CAN)  | 125.                    |
| 63                      | Simon Clarke (AUS)      | 68.                     |
| 64                      | Derek Gee (CAN)         | 52.                     |
| 65                      | Nick Schultz (AUS)      | 11.                     |
| 66                      | Corbin Strong (NZL)     | DNF-5                   |
| 67                      | Stephen Williams (GBR)  | 1.                      |

| Ineos Grenadiers IGD | Ineos Grenadiers IGD   | Ineos Grenadiers IGD |
| -------------------- | ---------------------- | -------------------- |
| Nr                   | Kolarz                 | Miejsce              |
| 71                   | Filippo Ganna (ITA)    | 116.                 |
| 72                   | Laurens De Plus (BEL)  | 45.                  |
| 73                   | Leo Hayter (GBR)       | 123.                 |
| 74                   | Jhonatan Narváez (ECU) | 2.                   |
| 75                   | Joshua Tarling (GBR)   | 55.                  |
| 76                   | Ben Swift (GBR)        | 110.                 |
| 77                   | Elia Viviani (ITA)     | 118.                 |

| Bora-Hansgrohe BOH | Bora-Hansgrohe BOH     | Bora-Hansgrohe BOH |
| ------------------ | ---------------------- | ------------------ |
| Nr                 | Kolarz                 | Miejsce            |
| 81                 | Sam Welsford (AUS)     | 99.                |
| 82                 | Roger Adrià (ESP)      | 18.                |
| 83                 | Patrick Gamper (AUT)   | 75.                |
| 84                 | Filip Maciejuk (POL)   | 94.                |
| 85                 | Ryan Mullen (IRL)      | 117.               |
| 86                 | Danny van Poppel (NED) | 101.               |
| 87                 | Ben Zwiehoff (GER)     | 13.                |

| Team dsm-firmenich PostNL DFP | Team dsm-firmenich PostNL DFP | Team dsm-firmenich PostNL DFP |
| ----------------------------- | ----------------------------- | ----------------------------- |
| Nr                            | Kolarz                        | Miejsce                       |
| 91                            | Patrick Bevin (NZL)           | 109.                          |
| 92                            | Pavel Bittner (CZE)           | 92.                           |
| 93                            | Patrick Eddy (AUS)            | DNF-6                         |
| 94                            | Chris Hamilton (AUS)          | 25.                           |
| 95                            | Sean Flynn (GBR)              | 86.                           |
| 96                            | Emīls Liepiņš (LAT) (szosa)   | 95.                           |
| 97                            | Oscar Onley (GBR)             | 4.                            |

| Cofidis COF | Cofidis COF           | Cofidis COF |
| ----------- | --------------------- | ----------- |
| Nr          | Kolarz                | Miejsce     |
| 101         | Piet Allegaert (BEL)  | 102.        |
| 102         | Rubén Fernández (ESP) | 53.         |
| 103         | Eddy Finé (FRA)       | 44.         |
| 104         | Milan Fretin (BEL)    | 72.         |
| 105         | Oliver Knight (GBR)   | DNF-2       |
| 106         | Simon Geschke (GER)   | 42.         |
| 107         | Axel Mariault (FRA)   | 39.         |

| Arkéa-B&B Hotels ARK | Arkéa-B&B Hotels ARK    | Arkéa-B&B Hotels ARK |
| -------------------- | ----------------------- | -------------------- |
| Nr                   | Kolarz                  | Miejsce              |
| 111                  | Louis Barré (FRA)       | 28.                  |
| 112                  | Anthony Delaplace (FRA) | 51.                  |
| 113                  | Laurens Huys (BEL)      | 112.                 |
| 114                  | Kévin Ledanois (FRA)    | 78.                  |
| 115                  | Daniel McLay (GBR)      | 128.                 |
| 116                  | Miles Scotson (AUS)     | 85.                  |
| 117                  | Michel Ries (LUX)       | 31.                  |

| Movistar Team MOV | Movistar Team MOV         | Movistar Team MOV |
| ----------------- | ------------------------- | ----------------- |
| Nr                | Kolarz                    | Miejsce           |
| 121               | Jon Barrenetxea (ESP)     | 32.               |
| 122               | Iván García Cortina (ESP) | 81.               |
| 123               | Ruben Guerreiro (POR)     | 14.               |
| 124               | Johan Jacobs (SUI)        | 124.              |
| 125               | Manlio Moro (ITA)         | 89.               |
| 126               | Vinicius Rangel (BRA)     | 111.              |
| 127               | Gonzalo Serrano (ESP)     | 34.               |

| Team Visma \| Lease a Bike TVL | Team Visma \| Lease a Bike TVL | Team Visma \| Lease a Bike TVL |
| ------------------------------ | ------------------------------ | ------------------------------ |
| Nr                             | Kolarz                         | Miejsce                        |
| 131                            | Koen Bouwman (NED)             | 33.                            |
| 132                            | Robert Gesink (NED)            | 49.                            |
| 133                            | Bart Lemmen (NED)              | 5.                             |
| 134                            | Johannes Staune-Mittet (NOR)   | 105.                           |
| 135                            | Milan Vader (NED)              | 37.                            |
| 136                            | Loe van Belle (NED)            | 60.                            |
| 137                            | Mick van Dijke (NED)           | 65.                            |

| EF Education-EasyPost EFE | EF Education-EasyPost EFE          | EF Education-EasyPost EFE |
| ------------------------- | ---------------------------------- | ------------------------- |
| Nr                        | Kolarz                             | Miejsce                   |
| 141                       | Harry Sweeny (AUS)                 | 66.                       |
| 142                       | Stefan de Bod (RSA)                | 43.                       |
| 143                       | Owain Doull (GBR)                  | 73.                       |
| 144                       | Jack Rootkin-Gray (GBR)            | 104.                      |
| 145                       | Jonas Rutsch (GER)                 | 69.                       |
| 146                       | Archie Ryan (IRL)                  | 29.                       |
| 147                       | Jardi Christiaan van der Lee (NED) | 82.                       |

| Alpecin-Deceuninck ADC | Alpecin-Deceuninck ADC    | Alpecin-Deceuninck ADC |
| ---------------------- | ------------------------- | ---------------------- |
| Nr                     | Kolarz                    | Miejsce                |
| 151                    | Maurice Ballerstedt (GER) | 108.                   |
| 152                    | Lars Boven (NED)          | 23.                    |
| 153                    | Juri Hollmann (GER)       | 62.                    |
| 154                    | Tobias Bayer (AUT)        | 40.                    |
| 155                    | Jason Osborne (GER)       | DNF-5                  |
| 156                    | Luca Vergallito (ITA)     | 17.                    |
| 157                    | Stan Van Tricht (BEL)     | 84.                    |

| Astana Qazaqstan Team AST | Astana Qazaqstan Team AST | Astana Qazaqstan Team AST |
| ------------------------- | ------------------------- | ------------------------- |
| Nr                        | Kolarz                    | Miejsce                   |
| 161                       | Samuele Battistella (ITA) | 121.                      |
| 162                       | Gianmarco Garofoli (ITA)  | 35.                       |
| 163                       | Michele Gazzoli (ITA)     | 120.                      |
| 164                       | Dmitrij Gruzdiew (KAZ)    | 80.                       |
| 165                       | Max Kanter (GER)          | 38.                       |
| 166                       | Rüdiger Selig (GER)       | DNS-5                     |
| 167                       | Christian Scaroni (ITA)   | 97.                       |

| Lidl-Trek LTK | Lidl-Trek LTK               | Lidl-Trek LTK |
| ------------- | --------------------------- | ------------- |
| Nr            | Kolarz                      | Miejsce       |
| 171           | Dario Cataldo (ITA)         | 91.           |
| 172           | Juan Pedro López (ESP)      | 16.           |
| 173           | Bauke Mollema (NED)         | 15.           |
| 174           | Jacopo Mosca (ITA)          | 79.           |
| 175           | Quinn Simmons (USA) (szosa) | 61.           |
| 176           | Natnael Tesfatsion (ERI)    | 50.           |
| 177           | Mathias Vacek (CZE) (szosa) | 64.           |

| Groupama-FDJ GFC | Groupama-FDJ GFC      | Groupama-FDJ GFC |
| ---------------- | --------------------- | ---------------- |
| Nr               | Kolarz                | Miejsce          |
| 181              | Clément Davy (FRA)    | 115.             |
| 183              | Fabian Lienhard (SUI) | 96.              |
| 184              | Enzo Paleni (FRA)     | 70.              |
| 185              | Laurence Pithie (NZL) | 22.              |
| 186              | Rudy Molard (FRA)     | DNF-3            |
| 187              | Reuben Thompson (NZL) | 48.              |

| Australia AUS | Australia AUS    | Australia AUS |
| ------------- | ---------------- | ------------- |
| Nr            | Kolarz           | Miejsce       |
| 191           | Michael Storer   | 20.           |
| 192           | Damien Howson    | 9.            |
| 193           | Declan Trezise   | 100.          |
| 194           | Tristan Saunders | 93.           |
| 195           | Luke Burns       | 67.           |
| 196           | Jackson Medway   | 106.          |
| 197           | Liam Walsh       | 114.          |

Legenda: DNF – nie ukończył etapu, OTL – przekroczył limit czasu, DNS – nie wystartował do etapu, DSQ – zdyskwalifikowany. Numer przy skrócie oznacza etap, na którym kolarz opuścił wyścig.

## Wyniki etapów

### Etap 1
| Tanunda - Tanunda | płaski | (144 km) |

| \| Klasyfikacja etapu \| Klasyfikacja etapu \| Klasyfikacja etapu \| Klasyfikacja etapu \| Klasyfikacja etapu \| \| Kolarz \| Kolarz \| Państwo \| Drużyna \| Czas \| \| ------------------ \| ------------------ \| ------------------ \| --------------------- \| ------------------ \| \| 1. \| Sam Welsford \| Australia \| Bora-Hansgrohe \| 3h 25' 56" \| \| 2. \| Phil Bauhaus \| Niemcy \| Bahrain Victorious \| + 0" \| \| 3. \| Biniam Girmay \| Erytrea \| Intermarché-Wanty \| + 0" \| \| 4. \| Caleb Ewan \| Australia \| Team Jayco AlUla \| + 0" \| \| 5. \| Jhonatan Narváez \| Ekwador \| Ineos Grenadiers \| + 0" \| \| 6. \| Max Kanter \| Niemcy \| Astana Qazaqstan Team \| + 0" \| \| 7. \| Danny van Poppel \| Holandia \| Bora-Hansgrohe \| + 0" \| \| 8. \| Corbin Strong \| Nowa Zelandia \| Israel-Premier Tech \| + 0" \| \| 9. \| Madis Mihkels \| Estonia \| Intermarché-Wanty \| + 0" \| \| 10. \| Mathias Vacek \| Czechy \| Lidl-Trek \| + 0" \| |                  |               |                       |            |
| |                  |               |                       |            |
| Źródło: ProCyclingStats |                  |               |                       |            |
| Klasyfikacja etapu |                  |               |                       |            |
| Kolarz | Kolarz           | Państwo       | Drużyna               | Czas       |
| 1. | Sam Welsford     | Australia     | Bora-Hansgrohe        | 3h 25' 56" |
| 2. | Phil Bauhaus     | Niemcy        | Bahrain Victorious    | + 0"       |
| 3. | Biniam Girmay    | Erytrea       | Intermarché-Wanty     | + 0"       |
| 4. | Caleb Ewan       | Australia     | Team Jayco AlUla      | + 0"       |
| 5. | Jhonatan Narváez | Ekwador       | Ineos Grenadiers      | + 0"       |
| 6. | Max Kanter       | Niemcy        | Astana Qazaqstan Team | + 0"       |
| 7. | Danny van Poppel | Holandia      | Bora-Hansgrohe        | + 0"       |
| 8. | Corbin Strong    | Nowa Zelandia | Israel-Premier Tech   | + 0"       |
| 9. | Madis Mihkels    | Estonia       | Intermarché-Wanty     | + 0"       |
| 10. | Mathias Vacek    | Czechy        | Lidl-Trek             | + 0"       |

| \| Klasyfikacja generalna \| Klasyfikacja generalna \| Klasyfikacja generalna \| Klasyfikacja generalna \| Klasyfikacja generalna \| \| Kolarz \| Kolarz \| Państwo \| Drużyna \| Czas \| \| ---------------------- \| ---------------------- \| ---------------------- \| ---------------------- \| ---------------------- \| \| 1. \| Sam Welsford \| Australia \| Bora-Hansgrohe \| 3h 25' 46" \| \| 2. \| Phil Bauhaus \| Niemcy \| Bahrain Victorious \| + 4" \| \| 3. \| Biniam Girmay \| Erytrea \| Intermarché-Wanty \| + 6" \| \| 4. \| Corbin Strong \| Nowa Zelandia \| Israel-Premier Tech \| + 7" \| \| 5. \| Georg Zimmermann \| Niemcy \| Intermarché-Wanty \| + 7" \| \| 6. \| Finn Fisher-Black \| Nowa Zelandia \| UAE Team Emirates \| + 7" \| \| 7. \| Louis Barré \| Francja \| Arkéa-B&B Hotels \| + 8" \| \| 8. \| Jhonatan Narváez \| Ekwador \| Ineos Grenadiers \| + 9" \| \| 9. \| Caleb Ewan \| Australia \| Team Jayco AlUla \| + 10" \| \| 10. \| Max Kanter \| Niemcy \| Astana Qazaqstan Team \| + 10" \| |                   |               |                       |            |
| |                   |               |                       |            |
| Źródło: ProCyclingStats |                   |               |                       |            |
| Klasyfikacja generalna |                   |               |                       |            |
| Kolarz | Kolarz            | Państwo       | Drużyna               | Czas       |
| 1. | Sam Welsford      | Australia     | Bora-Hansgrohe        | 3h 25' 46" |
| 2. | Phil Bauhaus      | Niemcy        | Bahrain Victorious    | + 4"       |
| 3. | Biniam Girmay     | Erytrea       | Intermarché-Wanty     | + 6"       |
| 4. | Corbin Strong     | Nowa Zelandia | Israel-Premier Tech   | + 7"       |
| 5. | Georg Zimmermann  | Niemcy        | Intermarché-Wanty     | + 7"       |
| 6. | Finn Fisher-Black | Nowa Zelandia | UAE Team Emirates     | + 7"       |
| 7. | Louis Barré       | Francja       | Arkéa-B&B Hotels      | + 8"       |
| 8. | Jhonatan Narváez  | Ekwador       | Ineos Grenadiers      | + 9"       |
| 9. | Caleb Ewan        | Australia     | Team Jayco AlUla      | + 10"      |
| 10. | Max Kanter        | Niemcy        | Astana Qazaqstan Team | + 10"      |

### Etap 2
| Norwood - Lobethal | pagórkowaty | (141,6 km) |

| \| Klasyfikacja etapu \| Klasyfikacja etapu \| Klasyfikacja etapu \| Klasyfikacja etapu \| Klasyfikacja etapu \| \| Kolarz \| Kolarz \| Państwo \| Drużyna \| Czas \| \| ------------------ \| ------------------ \| ------------------ \| --------------------- \| ------------------ \| \| 1. \| Isaac Del Toro \| Meksyk \| UAE Team Emirates \| 3h 29' 37" \| \| 2. \| Corbin Strong \| Nowa Zelandia \| Israel-Premier Tech \| + 0" \| \| 3. \| Stephen Williams \| Wielka Brytania \| Israel-Premier Tech \| + 0" \| \| 4. \| Biniam Girmay \| Erytrea \| Intermarché-Wanty \| + 0" \| \| 5. \| Caleb Ewan \| Australia \| Team Jayco AlUla \| + 0" \| \| 6. \| Lars Boven \| Holandia \| Alpecin-Deceuninck \| + 0" \| \| 7. \| Ruben Guerreiro \| Portugalia \| Movistar Team \| + 0" \| \| 8. \| Danny van Poppel \| Holandia \| Bora-Hansgrohe \| + 0" \| \| 9. \| Max Kanter \| Niemcy \| Astana Qazaqstan Team \| + 0" \| \| 10. \| Laurence Pithie \| Nowa Zelandia \| Groupama-FDJ \| + 0" \| |                  |                 |                       |            |
| |                  |                 |                       |            |
| Źródło: ProCyclingStats |                  |                 |                       |            |
| Klasyfikacja etapu |                  |                 |                       |            |
| Kolarz | Kolarz           | Państwo         | Drużyna               | Czas       |
| 1. | Isaac Del Toro   | Meksyk          | UAE Team Emirates     | 3h 29' 37" |
| 2. | Corbin Strong    | Nowa Zelandia   | Israel-Premier Tech   | + 0"       |
| 3. | Stephen Williams | Wielka Brytania | Israel-Premier Tech   | + 0"       |
| 4. | Biniam Girmay    | Erytrea         | Intermarché-Wanty     | + 0"       |
| 5. | Caleb Ewan       | Australia       | Team Jayco AlUla      | + 0"       |
| 6. | Lars Boven       | Holandia        | Alpecin-Deceuninck    | + 0"       |
| 7. | Ruben Guerreiro  | Portugalia      | Movistar Team         | + 0"       |
| 8. | Danny van Poppel | Holandia        | Bora-Hansgrohe        | + 0"       |
| 9. | Max Kanter       | Niemcy          | Astana Qazaqstan Team | + 0"       |
| 10. | Laurence Pithie  | Nowa Zelandia   | Groupama-FDJ          | + 0"       |

| \| Klasyfikacja generalna \| Klasyfikacja generalna \| Klasyfikacja generalna \| Klasyfikacja generalna \| Klasyfikacja generalna \| \| Kolarz \| Kolarz \| Państwo \| Drużyna \| Czas \| \| ---------------------- \| ---------------------- \| ---------------------- \| ---------------------- \| ---------------------- \| \| 1. \| Isaac Del Toro \| Meksyk \| UAE Team Emirates \| 6h 55' 22" \| \| 2. \| Corbin Strong \| Nowa Zelandia \| Israel-Premier Tech \| + 2" \| \| 3. \| Biniam Girmay \| Erytrea \| Intermarché-Wanty \| + 7" \| \| 4. \| Stephen Williams \| Wielka Brytania \| Israel-Premier Tech \| + 7" \| \| 5. \| Georg Zimmermann \| Niemcy \| Intermarché-Wanty \| + 8" \| \| 6. \| Finn Fisher-Black \| Nowa Zelandia \| UAE Team Emirates \| + 8" \| \| 7. \| Louis Barré \| Francja \| Arkéa-B&B Hotels \| + 9" \| \| 8. \| Caleb Ewan \| Australia \| Team Jayco AlUla \| + 10" \| \| 9. \| Jhonatan Narváez \| Ekwador \| Ineos Grenadiers \| + 10" \| \| 10. \| Danny van Poppel \| Holandia \| Bora-Hansgrohe \| + 11" \| |                   |                 |                     |            |
| |                   |                 |                     |            |
| Źródło: ProCyclingStats |                   |                 |                     |            |
| Klasyfikacja generalna |                   |                 |                     |            |
| Kolarz | Kolarz            | Państwo         | Drużyna             | Czas       |
| 1. | Isaac Del Toro    | Meksyk          | UAE Team Emirates   | 6h 55' 22" |
| 2. | Corbin Strong     | Nowa Zelandia   | Israel-Premier Tech | + 2"       |
| 3. | Biniam Girmay     | Erytrea         | Intermarché-Wanty   | + 7"       |
| 4. | Stephen Williams  | Wielka Brytania | Israel-Premier Tech | + 7"       |
| 5. | Georg Zimmermann  | Niemcy          | Intermarché-Wanty   | + 8"       |
| 6. | Finn Fisher-Black | Nowa Zelandia   | UAE Team Emirates   | + 8"       |
| 7. | Louis Barré       | Francja         | Arkéa-B&B Hotels    | + 9"       |
| 8. | Caleb Ewan        | Australia       | Team Jayco AlUla    | + 10"      |
| 9. | Jhonatan Narváez  | Ekwador         | Ineos Grenadiers    | + 10"      |
| 10. | Danny van Poppel  | Holandia        | Bora-Hansgrohe      | + 11"      |

### Etap 3
| Tea Tree Gully - Campbelltown | płaski | (145,3 km) |

| \| Klasyfikacja etapu \| Klasyfikacja etapu \| Klasyfikacja etapu \| Klasyfikacja etapu \| Klasyfikacja etapu \| \| Kolarz \| Kolarz \| Państwo \| Drużyna \| Czas \| \| ------------------ \| ------------------ \| ------------------ \| ------------------------- \| ------------------ \| \| 1. \| Sam Welsford \| Australia \| Bora-Hansgrohe \| 3h 20' 42" \| \| 2. \| Elia Viviani \| Włochy \| Ineos Grenadiers \| + 0" \| \| 3. \| Daniel McLay \| Wielka Brytania \| Arkéa-B&B Hotels \| + 0" \| \| 4. \| Laurence Pithie \| Nowa Zelandia \| Groupama-FDJ \| + 0" \| \| 5. \| Max Kanter \| Niemcy \| Astana Qazaqstan Team \| + 0" \| \| 6. \| Caleb Ewan \| Australia \| Team Jayco AlUla \| + 0" \| \| 7. \| Álvaro Hodeg \| Kolumbia \| UAE Team Emirates \| + 0" \| \| 8. \| Biniam Girmay \| Erytrea \| Intermarché-Wanty \| + 0" \| \| 9. \| Jhonatan Narváez \| Ekwador \| Ineos Grenadiers \| + 0" \| \| 10. \| Emīls Liepiņš \| Łotwa \| Team dsm-firmenich PostNL \| + 0" \| |                  |                 |                           |            |
| |                  |                 |                           |            |
| Źródło: ProCyclingStats |                  |                 |                           |            |
| Klasyfikacja etapu |                  |                 |                           |            |
| Kolarz | Kolarz           | Państwo         | Drużyna                   | Czas       |
| 1. | Sam Welsford     | Australia       | Bora-Hansgrohe            | 3h 20' 42" |
| 2. | Elia Viviani     | Włochy          | Ineos Grenadiers          | + 0"       |
| 3. | Daniel McLay     | Wielka Brytania | Arkéa-B&B Hotels          | + 0"       |
| 4. | Laurence Pithie  | Nowa Zelandia   | Groupama-FDJ              | + 0"       |
| 5. | Max Kanter       | Niemcy          | Astana Qazaqstan Team     | + 0"       |
| 6. | Caleb Ewan       | Australia       | Team Jayco AlUla          | + 0"       |
| 7. | Álvaro Hodeg     | Kolumbia        | UAE Team Emirates         | + 0"       |
| 8. | Biniam Girmay    | Erytrea         | Intermarché-Wanty         | + 0"       |
| 9. | Jhonatan Narváez | Ekwador         | Ineos Grenadiers          | + 0"       |
| 10. | Emīls Liepiņš    | Łotwa           | Team dsm-firmenich PostNL | + 0"       |

| \| Klasyfikacja generalna \| Klasyfikacja generalna \| Klasyfikacja generalna \| Klasyfikacja generalna \| Klasyfikacja generalna \| \| Kolarz \| Kolarz \| Państwo \| Drużyna \| Czas \| \| ---------------------- \| ---------------------- \| ---------------------- \| ---------------------- \| ---------------------- \| \| 1. \| Isaac Del Toro \| Meksyk \| UAE Team Emirates \| 10h 16' 04" \| \| 2. \| Corbin Strong \| Nowa Zelandia \| Israel-Premier Tech \| + 2" \| \| 3. \| Axel Mariault \| Francja \| Cofidis \| + 5" \| \| 4. \| Biniam Girmay \| Erytrea \| Intermarché-Wanty \| + 7" \| \| 5. \| Stephen Williams \| Wielka Brytania \| Israel-Premier Tech \| + 7" \| \| 6. \| Stefan de Bod \| Południowa Afryka \| EF Education-EasyPost \| + 7" \| \| 7. \| Georg Zimmermann \| Niemcy \| Intermarché-Wanty \| + 8" \| \| 8. \| Finn Fisher-Black \| Nowa Zelandia \| UAE Team Emirates \| + 8" \| \| 9. \| Louis Barré \| Francja \| Arkéa-B&B Hotels \| + 9" \| \| 10. \| Caleb Ewan \| Australia \| Team Jayco AlUla \| + 10" \| |                   |                   |                       |             |
| |                   |                   |                       |             |
| Źródło: ProCyclingStats |                   |                   |                       |             |
| Klasyfikacja generalna |                   |                   |                       |             |
| Kolarz | Kolarz            | Państwo           | Drużyna               | Czas        |
| 1. | Isaac Del Toro    | Meksyk            | UAE Team Emirates     | 10h 16' 04" |
| 2. | Corbin Strong     | Nowa Zelandia     | Israel-Premier Tech   | + 2"        |
| 3. | Axel Mariault     | Francja           | Cofidis               | + 5"        |
| 4. | Biniam Girmay     | Erytrea           | Intermarché-Wanty     | + 7"        |
| 5. | Stephen Williams  | Wielka Brytania   | Israel-Premier Tech   | + 7"        |
| 6. | Stefan de Bod     | Południowa Afryka | EF Education-EasyPost | + 7"        |
| 7. | Georg Zimmermann  | Niemcy            | Intermarché-Wanty     | + 8"        |
| 8. | Finn Fisher-Black | Nowa Zelandia     | UAE Team Emirates     | + 8"        |
| 9. | Louis Barré       | Francja           | Arkéa-B&B Hotels      | + 9"        |
| 10. | Caleb Ewan        | Australia         | Team Jayco AlUla      | + 10"       |

### Etap 4
| Murray Bridge - Port Elliot | płaski | (136,2 km) |

| \| Klasyfikacja etapu \| Klasyfikacja etapu \| Klasyfikacja etapu \| Klasyfikacja etapu \| Klasyfikacja etapu \| \| Kolarz \| Kolarz \| Państwo \| Drużyna \| Czas \| \| ------------------ \| ------------------ \| ------------------ \| --------------------- \| ------------------ \| \| 1. \| Sam Welsford \| Australia \| Bora-Hansgrohe \| 2h 59' 50" \| \| 2. \| Biniam Girmay \| Erytrea \| Intermarché-Wanty \| + 0" \| \| 3. \| Lars Boven \| Holandia \| Alpecin-Deceuninck \| + 0" \| \| 4. \| Milan Fretin \| Belgia \| Cofidis \| + 0" \| \| 5. \| Laurence Pithie \| Nowa Zelandia \| Groupama-FDJ \| + 0" \| \| 6. \| Gonzalo Serrano \| Hiszpania \| Movistar Team \| + 0" \| \| 7. \| Max Kanter \| Niemcy \| Astana Qazaqstan Team \| + 0" \| \| 8. \| Antoine Huby \| Francja \| Soudal Quick-Step \| + 0" \| \| 9. \| Phil Bauhaus \| Niemcy \| Bahrain Victorious \| + 0" \| \| 10. \| Simon Clarke \| Australia \| Israel-Premier Tech \| + 0" \| |                 |               |                       |            |
| |                 |               |                       |            |
| Źródło: ProCyclingStats |                 |               |                       |            |
| Klasyfikacja etapu |                 |               |                       |            |
| Kolarz | Kolarz          | Państwo       | Drużyna               | Czas       |
| 1. | Sam Welsford    | Australia     | Bora-Hansgrohe        | 2h 59' 50" |
| 2. | Biniam Girmay   | Erytrea       | Intermarché-Wanty     | + 0"       |
| 3. | Lars Boven      | Holandia      | Alpecin-Deceuninck    | + 0"       |
| 4. | Milan Fretin    | Belgia        | Cofidis               | + 0"       |
| 5. | Laurence Pithie | Nowa Zelandia | Groupama-FDJ          | + 0"       |
| 6. | Gonzalo Serrano | Hiszpania     | Movistar Team         | + 0"       |
| 7. | Max Kanter      | Niemcy        | Astana Qazaqstan Team | + 0"       |
| 8. | Antoine Huby    | Francja       | Soudal Quick-Step     | + 0"       |
| 9. | Phil Bauhaus    | Niemcy        | Bahrain Victorious    | + 0"       |
| 10. | Simon Clarke    | Australia     | Israel-Premier Tech   | + 0"       |

| \| Klasyfikacja generalna \| Klasyfikacja generalna \| Klasyfikacja generalna \| Klasyfikacja generalna \| Klasyfikacja generalna \| \| Kolarz \| Kolarz \| Państwo \| Drużyna \| Czas \| \| ---------------------- \| ---------------------- \| ---------------------- \| ---------------------- \| ---------------------- \| \| 1. \| Isaac Del Toro \| Meksyk \| UAE Team Emirates \| 13h 15' 54" \| \| 2. \| Biniam Girmay \| Erytrea \| Intermarché-Wanty \| + 1" \| \| 3. \| Corbin Strong \| Nowa Zelandia \| Israel-Premier Tech \| + 2" \| \| 4. \| Axel Mariault \| Francja \| Cofidis \| + 5" \| \| 5. \| Stephen Williams \| Wielka Brytania \| Israel-Premier Tech \| + 7" \| \| 6. \| Lars Boven \| Holandia \| Alpecin-Deceuninck \| + 7" \| \| 7. \| Stefan de Bod \| Południowa Afryka \| EF Education-EasyPost \| + 7" \| \| 8. \| Georg Zimmermann \| Niemcy \| Intermarché-Wanty \| + 8" \| \| 9. \| Finn Fisher-Black \| Nowa Zelandia \| UAE Team Emirates \| + 8" \| \| 10. \| Louis Barré \| Francja \| Arkéa-B&B Hotels \| + 9" \| |                   |                   |                       |             |
| |                   |                   |                       |             |
| Źródło: ProCyclingStats |                   |                   |                       |             |
| Klasyfikacja generalna |                   |                   |                       |             |
| Kolarz | Kolarz            | Państwo           | Drużyna               | Czas        |
| 1. | Isaac Del Toro    | Meksyk            | UAE Team Emirates     | 13h 15' 54" |
| 2. | Biniam Girmay     | Erytrea           | Intermarché-Wanty     | + 1"        |
| 3. | Corbin Strong     | Nowa Zelandia     | Israel-Premier Tech   | + 2"        |
| 4. | Axel Mariault     | Francja           | Cofidis               | + 5"        |
| 5. | Stephen Williams  | Wielka Brytania   | Israel-Premier Tech   | + 7"        |
| 6. | Lars Boven        | Holandia          | Alpecin-Deceuninck    | + 7"        |
| 7. | Stefan de Bod     | Południowa Afryka | EF Education-EasyPost | + 7"        |
| 8. | Georg Zimmermann  | Niemcy            | Intermarché-Wanty     | + 8"        |
| 9. | Finn Fisher-Black | Nowa Zelandia     | UAE Team Emirates     | + 8"        |
| 10. | Louis Barré       | Francja           | Arkéa-B&B Hotels      | + 9"        |

### Etap 5
| Christies Beach - Willunga Hill | górzysty | (129,3 km) |

| \| Klasyfikacja etapu \| Klasyfikacja etapu \| Klasyfikacja etapu \| Klasyfikacja etapu \| Klasyfikacja etapu \| \| Kolarz \| Kolarz \| Państwo \| Drużyna \| Czas \| \| ------------------ \| ---------------------- \| ------------------ \| -------------------------- \| ------------------ \| \| 1. \| Oscar Onley \| Wielka Brytania \| Team dsm-firmenich PostNL \| 2h 52' 23" \| \| 2. \| Stephen Williams \| Wielka Brytania \| Israel-Premier Tech \| + 0" \| \| 3. \| Jhonatan Narváez \| Ekwador \| Ineos Grenadiers \| + 0" \| \| 4. \| Julian Alaphilippe \| Francja \| Soudal Quick-Step \| + 3" \| \| 5. \| Bart Lemmen \| Holandia \| Team Visma \\| Lease a Bike \| + 3" \| \| 6. \| Simon Yates \| Wielka Brytania \| Team Jayco AlUla \| + 3" \| \| 7. \| Valentin Paret-Peintre \| Francja \| Decathlon-AG2R La Mondiale \| + 6" \| \| 8. \| Isaac Del Toro \| Meksyk \| UAE Team Emirates \| + 6" \| \| 9. \| Damien Howson \| Australia \| Australia \| + 12" \| \| 10. \| Finn Fisher-Black \| Nowa Zelandia \| UAE Team Emirates \| + 20" \| |                        |                 |                            |            |
| |                        |                 |                            |            |
| Źródło: ProCyclingStats |                        |                 |                            |            |
| Klasyfikacja etapu |                        |                 |                            |            |
| Kolarz | Kolarz                 | Państwo         | Drużyna                    | Czas       |
| 1. | Oscar Onley            | Wielka Brytania | Team dsm-firmenich PostNL  | 2h 52' 23" |
| 2. | Stephen Williams       | Wielka Brytania | Israel-Premier Tech        | + 0"       |
| 3. | Jhonatan Narváez       | Ekwador         | Ineos Grenadiers           | + 0"       |
| 4. | Julian Alaphilippe     | Francja         | Soudal Quick-Step          | + 3"       |
| 5. | Bart Lemmen            | Holandia        | Team Visma \| Lease a Bike | + 3"       |
| 6. | Simon Yates            | Wielka Brytania | Team Jayco AlUla           | + 3"       |
| 7. | Valentin Paret-Peintre | Francja         | Decathlon-AG2R La Mondiale | + 6"       |
| 8. | Isaac Del Toro         | Meksyk          | UAE Team Emirates          | + 6"       |
| 9. | Damien Howson          | Australia       | Australia                  | + 12"      |
| 10. | Finn Fisher-Black      | Nowa Zelandia   | UAE Team Emirates          | + 20"      |

| \| Klasyfikacja generalna \| Klasyfikacja generalna \| Klasyfikacja generalna \| Klasyfikacja generalna \| Klasyfikacja generalna \| \| Kolarz \| Kolarz \| Państwo \| Drużyna \| Czas \| \| ---------------------- \| ---------------------- \| ---------------------- \| -------------------------- \| ---------------------- \| \| 1. \| Stephen Williams \| Wielka Brytania \| Israel-Premier Tech \| 16h 08' 18" \| \| 2. \| Oscar Onley \| Wielka Brytania \| Team dsm-firmenich PostNL \| + 0" \| \| 3. \| Jhonatan Narváez \| Ekwador \| Ineos Grenadiers \| + 5" \| \| 4. \| Isaac Del Toro \| Meksyk \| UAE Team Emirates \| + 5" \| \| 5. \| Julian Alaphilippe \| Francja \| Soudal Quick-Step \| + 13" \| \| 6. \| Bart Lemmen \| Holandia \| Team Visma \\| Lease a Bike \| + 13" \| \| 7. \| Simon Yates \| Wielka Brytania \| Team Jayco AlUla \| + 13" \| \| 8. \| Valentin Paret-Peintre \| Francja \| Decathlon-AG2R La Mondiale \| + 16" \| \| 9. \| Damien Howson \| Australia \| Australia \| + 22" \| \| 10. \| Axel Mariault \| Francja \| Cofidis \| + 24" \| |                        |                 |                            |             |
| |                        |                 |                            |             |
| Źródło: ProCyclingStats |                        |                 |                            |             |
| Klasyfikacja generalna |                        |                 |                            |             |
| Kolarz | Kolarz                 | Państwo         | Drużyna                    | Czas        |
| 1. | Stephen Williams       | Wielka Brytania | Israel-Premier Tech        | 16h 08' 18" |
| 2. | Oscar Onley            | Wielka Brytania | Team dsm-firmenich PostNL  | + 0"        |
| 3. | Jhonatan Narváez       | Ekwador         | Ineos Grenadiers           | + 5"        |
| 4. | Isaac Del Toro         | Meksyk          | UAE Team Emirates          | + 5"        |
| 5. | Julian Alaphilippe     | Francja         | Soudal Quick-Step          | + 13"       |
| 6. | Bart Lemmen            | Holandia        | Team Visma \| Lease a Bike | + 13"       |
| 7. | Simon Yates            | Wielka Brytania | Team Jayco AlUla           | + 13"       |
| 8. | Valentin Paret-Peintre | Francja         | Decathlon-AG2R La Mondiale | + 16"       |
| 9. | Damien Howson          | Australia       | Australia                  | + 22"       |
| 10. | Axel Mariault          | Francja         | Cofidis                    | + 24"       |

### Etap 6
| Unley - Mount Lofty | górzysty | (128,2 km) |

| \| Klasyfikacja etapu \| Klasyfikacja etapu \| Klasyfikacja etapu \| Klasyfikacja etapu \| Klasyfikacja etapu \| \| Kolarz \| Kolarz \| Państwo \| Drużyna \| Czas \| \| ------------------ \| ------------------ \| ------------------ \| -------------------------- \| ------------------ \| \| 1. \| Stephen Williams \| Wielka Brytania \| Israel-Premier Tech \| 3h 05' 26" \| \| 2. \| Jhonatan Narváez \| Ekwador \| Ineos Grenadiers \| + 0" \| \| 3. \| Isaac Del Toro \| Meksyk \| UAE Team Emirates \| + 0" \| \| 4. \| Bart Lemmen \| Holandia \| Team Visma \\| Lease a Bike \| + 0" \| \| 5. \| Laurence Pithie \| Nowa Zelandia \| Groupama-FDJ \| + 3" \| \| 6. \| Julian Alaphilippe \| Francja \| Soudal Quick-Step \| + 10" \| \| 7. \| Damien Howson \| Australia \| Australia \| + 10" \| \| 8. \| Christian Scaroni \| Włochy \| Astana Qazaqstan Team \| + 10" \| \| 9. \| Bauke Mollema \| Holandia \| Lidl-Trek \| + 10" \| \| 10. \| Lars Boven \| Holandia \| Alpecin-Deceuninck \| + 10" \| |                    |                 |                            |            |
| |                    |                 |                            |            |
| Źródło: ProCyclingStats |                    |                 |                            |            |
| Klasyfikacja etapu |                    |                 |                            |            |
| Kolarz | Kolarz             | Państwo         | Drużyna                    | Czas       |
| 1. | Stephen Williams   | Wielka Brytania | Israel-Premier Tech        | 3h 05' 26" |
| 2. | Jhonatan Narváez   | Ekwador         | Ineos Grenadiers           | + 0"       |
| 3. | Isaac Del Toro     | Meksyk          | UAE Team Emirates          | + 0"       |
| 4. | Bart Lemmen        | Holandia        | Team Visma \| Lease a Bike | + 0"       |
| 5. | Laurence Pithie    | Nowa Zelandia   | Groupama-FDJ               | + 3"       |
| 6. | Julian Alaphilippe | Francja         | Soudal Quick-Step          | + 10"      |
| 7. | Damien Howson      | Australia       | Australia                  | + 10"      |
| 8. | Christian Scaroni  | Włochy          | Astana Qazaqstan Team      | + 10"      |
| 9. | Bauke Mollema      | Holandia        | Lidl-Trek                  | + 10"      |
| 10. | Lars Boven         | Holandia        | Alpecin-Deceuninck         | + 10"      |

## Klasyfikacje

### Klasyfikacja generalna
| \| Klasyfikacja generalna \| Klasyfikacja generalna \| Klasyfikacja generalna \| Klasyfikacja generalna \| Klasyfikacja generalna \| \| Kolarz \| Kolarz \| Państwo \| Drużyna \| Czas \| \| ---------------------- \| ---------------------- \| ---------------------- \| -------------------------- \| ---------------------- \| \| 1. \| Stephen Williams \| Wielka Brytania \| Israel-Premier Tech \| 19h 13' 34" \| \| 2. \| Jhonatan Narváez \| Ekwador \| Ineos Grenadiers \| + 9" \| \| 3. \| Isaac Del Toro \| Meksyk \| UAE Team Emirates \| + 11" \| \| 4. \| Oscar Onley \| Wielka Brytania \| Team dsm-firmenich PostNL \| + 20" \| \| 5. \| Bart Lemmen \| Holandia \| Team Visma \\| Lease a Bike \| + 23" \| \| 6. \| Julian Alaphilippe \| Francja \| Soudal Quick-Step \| + 33" \| \| 7. \| Simon Yates \| Wielka Brytania \| Team Jayco AlUla \| + 33" \| \| 8. \| Valentin Paret-Peintre \| Francja \| Decathlon-AG2R La Mondiale \| + 36" \| \| 9. \| Damien Howson \| Australia \| Australia \| + 42" \| \| 10. \| Jack Haig \| Australia \| Bahrain Victorious \| + 50" \| |                        |                 |                            |             |
| |                        |                 |                            |             |
| Źródło: ProCyclingStats |                        |                 |                            |             |
| Klasyfikacja generalna |                        |                 |                            |             |
| Kolarz | Kolarz                 | Państwo         | Drużyna                    | Czas        |
| 1. | Stephen Williams       | Wielka Brytania | Israel-Premier Tech        | 19h 13' 34" |
| 2. | Jhonatan Narváez       | Ekwador         | Ineos Grenadiers           | + 9"        |
| 3. | Isaac Del Toro         | Meksyk          | UAE Team Emirates          | + 11"       |
| 4. | Oscar Onley            | Wielka Brytania | Team dsm-firmenich PostNL  | + 20"       |
| 5. | Bart Lemmen            | Holandia        | Team Visma \| Lease a Bike | + 23"       |
| 6. | Julian Alaphilippe     | Francja         | Soudal Quick-Step          | + 33"       |
| 7. | Simon Yates            | Wielka Brytania | Team Jayco AlUla           | + 33"       |
| 8. | Valentin Paret-Peintre | Francja         | Decathlon-AG2R La Mondiale | + 36"       |
| 9. | Damien Howson          | Australia       | Australia                  | + 42"       |
| 10. | Jack Haig              | Australia       | Bahrain Victorious         | + 50"       |

| Klasyfikacja punktowa | Klasyfikacja punktowa | Klasyfikacja punktowa | Klasyfikacja punktowa | Klasyfikacja punktowa |
| Kolarz                | Kolarz                | Państwo               | Drużyna               | Punkty                |
| --------------------- | --------------------- | --------------------- | --------------------- | --------------------- |
| 1.                    | Sam Welsford          | Australia             | Bora-Hansgrohe        | 90 pkt                |
| 2.                    | Biniam Girmay         | Erytrea               | Intermarché-Wanty     | 77 pkt                |
| 3.                    | Jhonatan Narváez      | Ekwador               | Ineos Grenadiers      | 70 pkt                |
| 4.                    | Stephen Williams      | Wielka Brytania       | Israel-Premier Tech   | 69 pkt                |
| 5.                    | Isaac Del Toro        | Meksyk                | UAE Team Emirates     | 61 pkt                |
| 6.                    | Laurence Pithie       | Nowa Zelandia         | Groupama-FDJ          | 60 pkt                |
| 7.                    | Max Kanter            | Niemcy                | Astana Qazaqstan Team | 54 pkt                |
| 8.                    | Caleb Ewan            | Australia             | Team Jayco AlUla      | 52 pkt                |
| 9.                    | Lars Boven            | Holandia              | Alpecin-Deceuninck    | 44 pkt                |
| 10.                   | Phil Bauhaus          | Niemcy                | Bahrain Victorious    | 36 pkt                |

| Klasyfikacja punktowa | Klasyfikacja punktowa | Klasyfikacja punktowa | Klasyfikacja punktowa | Klasyfikacja punktowa |
| Kolarz                | Kolarz                | Państwo               | Drużyna               | Punkty                |
| --------------------- | --------------------- | --------------------- | --------------------- | --------------------- |
| 1.                    | Sam Welsford          | Australia             | Bora-Hansgrohe        | 90 pkt                |
| 2.                    | Biniam Girmay         | Erytrea               | Intermarché-Wanty     | 77 pkt                |
| 3.                    | Jhonatan Narváez      | Ekwador               | Ineos Grenadiers      | 70 pkt                |
| 4.                    | Stephen Williams      | Wielka Brytania       | Israel-Premier Tech   | 69 pkt                |
| 5.                    | Isaac Del Toro        | Meksyk                | UAE Team Emirates     | 61 pkt                |
| 6.                    | Laurence Pithie       | Nowa Zelandia         | Groupama-FDJ          | 60 pkt                |
| 7.                    | Max Kanter            | Niemcy                | Astana Qazaqstan Team | 54 pkt                |
| 8.                    | Caleb Ewan            | Australia             | Team Jayco AlUla      | 52 pkt                |
| 9.                    | Lars Boven            | Holandia              | Alpecin-Deceuninck    | 44 pkt                |
| 10.                   | Phil Bauhaus          | Niemcy                | Bahrain Victorious    | 36 pkt                |

| Klasyfikacja górska | Klasyfikacja górska          | Klasyfikacja górska | Klasyfikacja górska       | Klasyfikacja górska |
| Kolarz              | Kolarz                       | Państwo             | Drużyna                   | Punkty              |
| ------------------- | ---------------------------- | ------------------- | ------------------------- | ------------------- |
| 1.                  | Luke Burns                   | Australia           | Australia                 | 45 pkt              |
| 2.                  | Jardi Christiaan van der Lee | Holandia            | EF Education-EasyPost     | 23 pkt              |
| 3.                  | Gil Gelders                  | Belgia              | Soudal Quick-Step         | 20 pkt              |
| 4.                  | Chris Harper                 | Australia           | Team Jayco AlUla          | 12 pkt              |
| 5.                  | Julian Alaphilippe           | Francja             | Soudal Quick-Step         | 10 pkt              |
| 6.                  | António Morgado              | Portugalia          | UAE Team Emirates         | 8 pkt               |
| 7.                  | Tristan Saunders             | Australia           | Team BridgeLane           | 8 pkt               |
| 8.                  | Jacopo Mosca                 | Włochy              | Lidl-Trek                 | 7 pkt               |
| 9.                  | Louis Barré                  | Francja             | Arkéa-B&B Hotels          | 6 pkt               |
| 10.                 | Oscar Onley                  | Wielka Brytania     | Team dsm-firmenich PostNL | 6 pkt               |

| Klasyfikacja górska | Klasyfikacja górska          | Klasyfikacja górska | Klasyfikacja górska       | Klasyfikacja górska |
| Kolarz              | Kolarz                       | Państwo             | Drużyna                   | Punkty              |
| ------------------- | ---------------------------- | ------------------- | ------------------------- | ------------------- |
| 1.                  | Luke Burns                   | Australia           | Australia                 | 45 pkt              |
| 2.                  | Jardi Christiaan van der Lee | Holandia            | EF Education-EasyPost     | 23 pkt              |
| 3.                  | Gil Gelders                  | Belgia              | Soudal Quick-Step         | 20 pkt              |
| 4.                  | Chris Harper                 | Australia           | Team Jayco AlUla          | 12 pkt              |
| 5.                  | Julian Alaphilippe           | Francja             | Soudal Quick-Step         | 10 pkt              |
| 6.                  | António Morgado              | Portugalia          | UAE Team Emirates         | 8 pkt               |
| 7.                  | Tristan Saunders             | Australia           | Team BridgeLane           | 8 pkt               |
| 8.                  | Jacopo Mosca                 | Włochy              | Lidl-Trek                 | 7 pkt               |
| 9.                  | Louis Barré                  | Francja             | Arkéa-B&B Hotels          | 6 pkt               |
| 10.                 | Oscar Onley                  | Wielka Brytania     | Team dsm-firmenich PostNL | 6 pkt               |

| Klasyfikacja młodzieżowa | Klasyfikacja młodzieżowa | Klasyfikacja młodzieżowa | Klasyfikacja młodzieżowa   | Klasyfikacja młodzieżowa |
| Kolarz                   | Kolarz                   | Państwo                  | Drużyna                    | Czas                     |
| ------------------------ | ------------------------ | ------------------------ | -------------------------- | ------------------------ |
| 1.                       | Isaac Del Toro           | Meksyk                   | UAE Team Emirates          | 19h 13' 45"              |
| 2.                       | Oscar Onley              | Wielka Brytania          | Team dsm-firmenich PostNL  | + 9"                     |
| 3.                       | Bastien Tronchon         | Francja                  | Decathlon-AG2R La Mondiale | + 1' 00"                 |
| 4.                       | Laurence Pithie          | Nowa Zelandia            | Groupama-FDJ               | + 1' 01"                 |
| 5.                       | Gianmarco Garofoli       | Włochy                   | Astana Qazaqstan Team      | + 2' 00"                 |
| 6.                       | António Morgado          | Portugalia               | UAE Team Emirates          | + 3' 33"                 |
| 7.                       | Joshua Tarling           | Wielka Brytania          | Ineos Grenadiers           | + 5' 32"                 |
| 8.                       | Loe van Belle            | Holandia                 | Team Visma \| Lease a Bike | + 7' 11"                 |
| 9.                       | Mathias Vacek            | Czechy                   | Lidl-Trek                  | + 8' 15"                 |
| 10.                      | Enzo Paleni              | Francja                  | Groupama-FDJ               | + 9' 01"                 |

| Klasyfikacja młodzieżowa | Klasyfikacja młodzieżowa | Klasyfikacja młodzieżowa | Klasyfikacja młodzieżowa   | Klasyfikacja młodzieżowa |
| Kolarz                   | Kolarz                   | Państwo                  | Drużyna                    | Czas                     |
| ------------------------ | ------------------------ | ------------------------ | -------------------------- | ------------------------ |
| 1.                       | Isaac Del Toro           | Meksyk                   | UAE Team Emirates          | 19h 13' 45"              |
| 2.                       | Oscar Onley              | Wielka Brytania          | Team dsm-firmenich PostNL  | + 9"                     |
| 3.                       | Bastien Tronchon         | Francja                  | Decathlon-AG2R La Mondiale | + 1' 00"                 |
| 4.                       | Laurence Pithie          | Nowa Zelandia            | Groupama-FDJ               | + 1' 01"                 |
| 5.                       | Gianmarco Garofoli       | Włochy                   | Astana Qazaqstan Team      | + 2' 00"                 |
| 6.                       | António Morgado          | Portugalia               | UAE Team Emirates          | + 3' 33"                 |
| 7.                       | Joshua Tarling           | Wielka Brytania          | Ineos Grenadiers           | + 5' 32"                 |
| 8.                       | Loe van Belle            | Holandia                 | Team Visma \| Lease a Bike | + 7' 11"                 |
| 9.                       | Mathias Vacek            | Czechy                   | Lidl-Trek                  | + 8' 15"                 |
| 10.                      | Enzo Paleni              | Francja                  | Groupama-FDJ               | + 9' 01"                 |

| Klasyfikacja drużynowa | Klasyfikacja drużynowa     | Klasyfikacja drużynowa       | Klasyfikacja drużynowa |
| Drużyna                | Drużyna                    | Państwo                      | Czas                   |
| ---------------------- | -------------------------- | ---------------------------- | ---------------------- |
| 1.                     | Decathlon-AG2R La Mondiale | Francja                      | 57h 44' 14"            |
| 2.                     | Israel-Premier Tech        | Izrael                       | + 4"                   |
| 3.                     | UAE Team Emirates          | Zjednoczone Emiraty Arabskie | + 6"                   |
| 4.                     | Soudal Quick-Step          | Belgia                       | + 16"                  |
| 5.                     | Team Visma \| Lease a Bike | Holandia                     | + 24"                  |
| 6.                     | Intermarché-Wanty          | Belgia                       | + 1' 42"               |
| 7.                     | Movistar Team              | Hiszpania                    | + 1' 44"               |
| 8.                     | Alpecin-Deceuninck         | Belgia                       | + 1' 54"               |
| 9.                     | Lidl-Trek                  | Stany Zjednoczone            | + 2' 10"               |
| 10.                    | Australia                  | Australia                    | + 2' 39"               |

| Klasyfikacja drużynowa | Klasyfikacja drużynowa     | Klasyfikacja drużynowa       | Klasyfikacja drużynowa |
| Drużyna                | Drużyna                    | Państwo                      | Czas                   |
| ---------------------- | -------------------------- | ---------------------------- | ---------------------- |
| 1.                     | Decathlon-AG2R La Mondiale | Francja                      | 57h 44' 14"            |
| 2.                     | Israel-Premier Tech        | Izrael                       | + 4"                   |
| 3.                     | UAE Team Emirates          | Zjednoczone Emiraty Arabskie | + 6"                   |
| 4.                     | Soudal Quick-Step          | Belgia                       | + 16"                  |
| 5.                     | Team Visma \| Lease a Bike | Holandia                     | + 24"                  |
| 6.                     | Intermarché-Wanty          | Belgia                       | + 1' 42"               |
| 7.                     | Movistar Team              | Hiszpania                    | + 1' 44"               |
| 8.                     | Alpecin-Deceuninck         | Belgia                       | + 1' 54"               |
| 9.                     | Lidl-Trek                  | Stany Zjednoczone            | + 2' 10"               |
| 10.                    | Australia                  | Australia                    | + 2' 39"               |

### Liderzy klasyfikacji
| Etap   |             | Pierwsze miejsce _ | Klasyfikacja generalna | Punktowa      | Górska      | Młodzieżowa    | Drużynowa _                |
| ------ | ----------- | ------------------ | ---------------------- | ------------- | ----------- | -------------- | -------------------------- |
| 1      | płaski      | Sam Welsford       | Sam Welsford           | Sam Welsford  | Louis Barré | Madis Mihkels  | Intermarché-Wanty          |
| 2      | pagórkowaty | Isaac Del Toro     | Isaac Del Toro         | Biniam Girmay | Luke Burns  | Isaac Del Toro | Intermarché-Wanty          |
| 3      | płaski      | Sam Welsford       | Isaac Del Toro         | Sam Welsford  | Luke Burns  | Isaac Del Toro | Intermarché-Wanty          |
| 4      | płaski      | Sam Welsford       | Isaac Del Toro         | Sam Welsford  | Luke Burns  | Isaac Del Toro | Intermarché-Wanty          |
| 5      | górzysty    | Oscar Onley        | Stephen Williams       | Sam Welsford  | Luke Burns  | Oscar Onley    | UAE Team Emirates          |
| 6      | górzysty    | Stephen Williams   | Stephen Williams       | Sam Welsford  | Luke Burns  | Isaac Del Toro | Decathlon-AG2R La Mondiale |
| Koniec | Koniec      |                    | Stephen Williams       | Sam Welsford  | Luke Burns  | Isaac Del Toro | Decathlon-AG2R La Mondiale |